# Ada (orquídea)
Ada es un género pequeño con unas 16 especies de orquídeas epífitas y a veces litófitas. Se distribuye por las Américas desde Nicaragua por el Norte hasta los Andes de Bolivia por el Sur.

## Descripción
Las hojas son lanceoladas y disticas (se desarrollan en dos etapas) con una longitud de 20 cm, crecen desde pseudobulbos que tienen un tamaño máximo de 10 cm. Las bráteas foliales de las hojas están bien desarrolladas.
Las inflorescencias que son pendientes, no se desarrollanencima de las hojas. Se pueden producir unas 15 flores olorosas, floreciendo desde enero hasta abril. El color puede variar desde blanco a verdoso y naranja. El periantio es estrecho y puntiagudo, con casi los mismos sépalos y pétalos. Las brácteas florales son grandes y gruesas.
El labelo es reflexo. Posee un callo basal que forman dos hojas. Frecuentemente termina en dos dientes parecidos a montículos. 
Ada emplea un método "pseudoparasitario" de atracción de parásitos polinizadores, imitando a sus hospedadores. 
Estas orquídeas no tienen un cultivo fácil debido a sus grandes requerimientos. 

## Hábitat
Las especies del género son normalmente Epífita y a veces Litófita. Se desarrolla en bosques de montaña a altitudes entre 650 y 2700 m pero la mayoría se encuentran en la franja de 1800 a 2200 m. En la naturaleza se encuentran debajo del dosel forestal en la humedad de la parte baja, protegidas de la luz solar directa.

## Taxonomía
El género fue descrito por John Lindley y publicado en Folia Orchidacea. Ada Fasc. 5: Ada. 1853.

### Etimología
Ada: nombre genérico debido a "Ada", la hermana de Artemisa, de Caria.

## EspeciesAda
- Ada allenii: Ada de Allen(Panamá).
- Ada andreettae (Ecuador).
- Ada aurantiaca: Ada Rojoanaranjada (NW. Venezuela a Ecuador).
- Ada bennettiorum: Ada de Bennett (Perú).
- Ada brachypus (Ecuador a Bolivia).
- Ada chlorops (Centroamérica).
- Ada elegantula: Ada elegante (Colombia a Perú).
- Ada escobariana (Colombia).
- Ada farinifera (Ecuador).
- Ada glumacea: (W. Sudamérica a Venezuela).
- Ada keiliana: Ada Dr. Keil's (Colombia a Guyana).
- Ada mendozae (Ecuador)
- Ada ocanensis: Ocana Ada (W. Sudamérica a Venezuela).
- Ada peruviana (Perú).
- Ada pozoi: Ada del pozo (Ecuador a Perú).
- Ada rolandoi: (Perú).

## Híbridos intergenéricos
- Adacidium: Adcm (Ada x Oncidium)
- Adaglossum: Adgm (Ada x Odontoglossum)
- Adioda: Ado (Ada x Cochlioda)
- Adapasia: Adps (Ada x Aspasia)
- Biltonara: Bilt (Ada x Cochlioda x Miltonia x Odontoglossum
- Gomada: Gmda (Ada x Gomesa)
- Gomadachtia: Gmd (Ada x Brachtia x Gomesa)
- Hamiltonara: Hmtn (Ada x Brassia x Cochlioda x Odontoglossum)
- Kriegerara: Kgra (Ada x Cochlioda x Odontoglossum x Oncidium)
- Maunderara: Mnda (Ada x Cochlioda x Miltonia x Odontoglossum x Oncidium)
- Morrisonara: Mrsa (Ada x Miltonia x Odontoglossum)
- Miltada: Mtad (Ada x Miltonia)
- Miltadium: Mtadm (Ada x Miltonia x Oncidium)
- Pettitara: Pett (Ada x Brassia x Oncidium)
- Rehfieldara: Rfda (Ada x Odontoglossum x Oncidium)
- Rhyncada: Rya (Ada x Rhynchostele)
- Stewartara: Stwt (Ada x Cochlioda x Odontoglossum)